# Piksida (posoda)
Piksida (grško πυξίς, množina piksides) je oblika posode iz klasičnega sveta, navadno valjasta škatla z ločenim pokrovom. Prvotno so jo uporabljale predvsem ženske za kozmetiko, nakit ali dragulje. Ohranjene pikside so večinoma grška keramika, iz poznejših obdobij so lahko iz lesa, kovine, slonovine ali drugih vrst materiala. Ime izhaja iz besede za korintsko škatlo iz lesa drevesa puksos (pušpan), ki je tudi imela pokrov. Oblika posode se lahko izsledi do keramike protogeometričnega obdobja v Atenah, vendar so atenske pikside same po sebi različnih oblik. Sprva sta prevladovala koničasta oblika in ravno dno. Koničasta ni trajala veliko dlje kot do 9. stoletja pred našim štetjem, medtem ko se je z ravnim dnom nadaljevala v pozno geometrično dobo. Prav tako so še naprej nastajale večje in bolj čokate v razmerju. Pokrov je pogosto dovršeno oblikovan z ročaji, stene so po navadi nekoliko izbočene. V 6. stoletju pred našim štetjem pa so v Atenah začeli delati škatle s konkavnimi stenami, ki jih je bilo mogoče zlahka prijeti, ko so stale blizu skupaj na polici. Ožje oblike lahko primerjamo s srednjeveškim in zgodnjim sodobnim albarellom. Slike na piksidah običajno prikazujejo poročni sprevod mladega dekleta pred hišo njenega novega moža.
Piks ali ciborij je tudi izraz za posebno liturgično škatlo, po navadi valjasto, različnih oblik, ki se še vedno uporablja za shranjevanje in prenos posvečene hostije v tradicionalnih krščanskih cerkvah. Cerkev jih je začela uporabljati v zelo zgodnjem obdobju.

## Galerija
- Okrogla piksida, 5. stoletje pr. n. št., Walters Art Museum, Baltimore
- Slonokoščena piksida iz Cordobe, Španija, 10. stoletje, Muzej Viktorije in Alberta
- Piksida iz egipčansko modrega pigmenta. Uvožena v Italijo iz severne Sirije; 750–700 pr. n. št., Stari muzej, Berlin.